# Soester Duinen
De Soester Duinen is een natuurgebied in de gemeente Soest in de Nederlandse provincie Utrecht. Dit gebied, dat zich kenmerkt door omvangrijke zandverstuivingen, en dat daarnaast uit heideterreinen en bossen bestaat, vormt een deel van de noordelijke rand van de Utrechtse Heuvelrug. Het gebied werd in literatuur meestal officieel aangeduid als De Lange Duinen en de Korte Duinen. De Soester Duinen zijn eigendom van de gemeente Soest en hebben een oppervlakte van ongeveer 500 ha.

## Ligging
De Soester Duinen liggen ten zuiden van het dorp Soest. De zuidelijke begrenzing wordt gevormd door de spoorlijn van Utrecht naar Amersfoort.  
De Provinciale weg 413 van Soest naar Soesterberg verdeelt de Soester Duinen in twee delen: westelijk ervan liggen de Lange Duinen en oostelijk de Korte Duinen. Bij de overweg van de N413 in de spoorlijn Utrecht-Amersfoort ligt het villadorp Soestduinen, dat ontstaan is in 1863, toen tijdens de aanleg van de spoorlijn hier een station werd gebouwd.
De Lange Duinen worden aan de westzijde begrensd door de Stichtse lijn Den Dolder - Baarn. De Korte Duinen grenzen aan de oostzijde aan het bosgebied Birkhoven.

## Ontstaansgeschiedenis
De Utrechtse Heuvelrug is een stuwwal die is gevormd door opschuivend landijs in de voorlaatste ijstijd, het Saalien. In de op het Saalien volgende warmere periode, het Eemien, was Nederland vrijwel geheel bedekt met loofbomen. Dit interglaciaal eindigde ongeveer 80.000 jaar geleden. Toen brak opnieuw een ijstijd aan, en daalde de zeespiegel sterk. Tijdens deze laatste ijstijd, het Weichselien, kwam in Nederland geen landijs voor, maar er heerste wel een uiterst extreem klimaat. De bodem was geheel bevroren, alle vegetatie verdween en de wind kreeg vrij spel. Er werden toen in de luwte van de heuvelrug, aan de noordoostzijde, dikke zandpakketten afgezet door de heersende westenwind (dekzanden).
In het Holoceen, vanaf ongeveer 8.000 jaar v.Chr. werd het klimaat geleidelijk warmer en natter. Aanvankelijk vestigden zich berken en grove dennen. Daarna volgden loofbossen. Ook de Utrechtse Heuvelrug raakte weer begroeid.
Toen in de Middeleeuwen de bevolking groeide verdween het bos. De belangrijkste oorzaken waren: houtkap en intensieve begrazing, vooral door schapen. In deze tijd ontstonden op de Utrechtse Heuvelrug uitgestrekte heidevelden. Op plaatsen waar zeer intensief begraasd werd ontstonden in de Late Middeleeuwen stuifzanden. Daar groeide niks meer en kreeg de wind weer vrij spel. Net als alle andere Nederlandse stuifzanden ontstonden de Soester Duinen door (te) intensief betreden, plaggen, en/of branden van de heide.

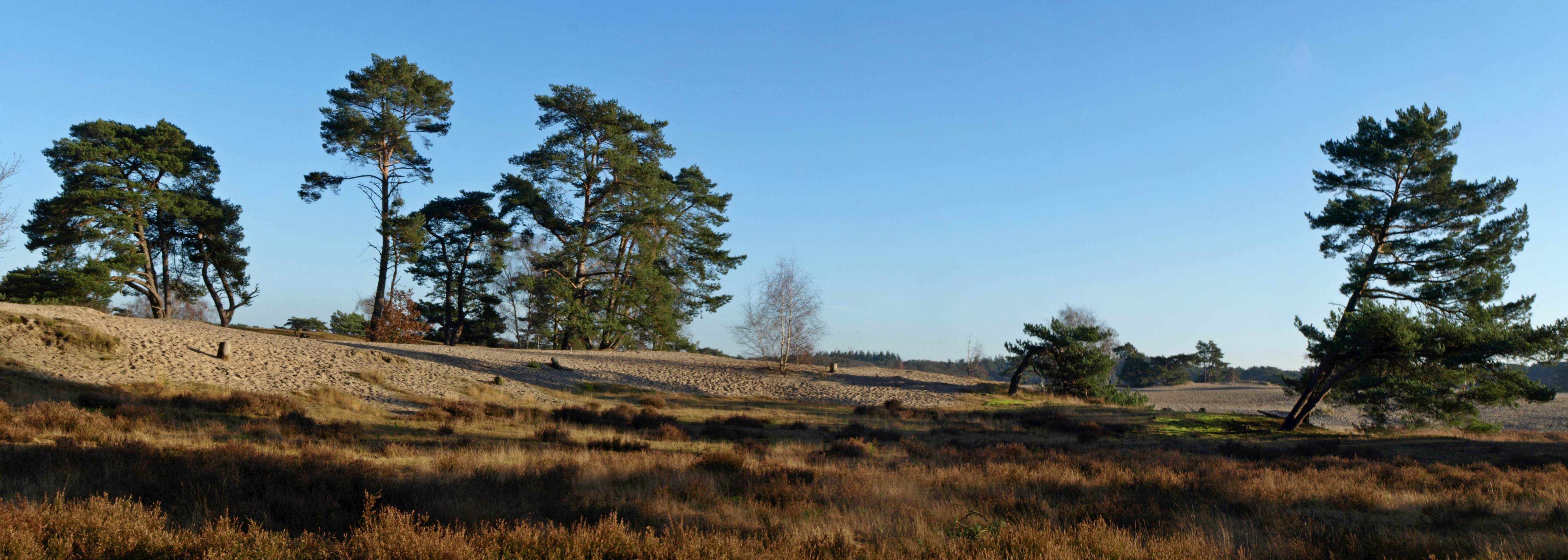
Lange Duinen met grove den Pinus sylvestris en ruwe berk Betula pendula

Het stuivende zand van de Soester Duinen vormde soms een probleem voor boeren in aangrenzende gebieden, bijvoorbeeld in de buurtschap De Birkt tussen Amersfoort en Soest. Om hun landerijen tegen zand te beschermen werden houtwallen aangelegd.
Toen de schapen van de Utrechtse Heuvelrug verdwenen veranderde de heide op veel plaatsen weer geleidelijk in bos en raakten ook de stuifzanden weer (deels) begroeid: “(...) wie de Soesterduinen tegenwoordig (1971) bezoekt, waant zich eerder in een bos dan op een heide- en stuifzandgebied”. Daarnaast werden halverwege de twintigste eeuw grove dennen aangeplant.

## Archeologische vondsten
In de Lange Duinen is een vuurstenen pijlspits gevonden die dateert uit de laatste fase van de Weichsel-ijstijd. Vermoedelijk bivakkeerden er circa 11.000 - 10.000 v. Chr. paleolithische rendierjagers van de Hamburgcultuur. In het gebied werd eveneens een complex vuurstenen werktuigen gevonden van de Tjongercultuur (circa 10.000 - 9.000 v. Chr.). Deze vondsten dateren uit het Allerød-interstadiaal, een warmere periode, waarin de toendra had plaatsgemaakt voor berken- en dennenwouden, en jacht gemaakt werd op oerrunderen, elanden en herten.
Twee vindplaatsen zijn rijksmonumenten:
- In de Lange Duinen het rijksmonument nr. 45995: resten van prehistorische bewoning, waarin minstens zeven mesolithistische vuursteenateliers en enige vindplaatsen van de jong palaeolithische Hamburgcultuur en de Tjongercultuur.[9]
- In de Korte Duinen het rijksmonument nr. 45996: resten van prehistorische bewoning, waarin vuursteenateliers.[10]

## Aardkundig monument
De Lange en Korte Duinen zijn de grootste en laatste min of meer open zandverstuivingen op de Utrechtse Heuvelrug. Plekken waar zand nog vrij kan stuiven zijn in Nederland zeldzaam. 
Dit maakt de Soester Duinen tot een aardkundig waardevol gebied. In 1997 zijn de Lange en Korte Duinen daarom door de provincie Utrecht tot aardkundig monument verklaard.
Om het voortbestaan van de bijzondere aan stuifzanden gebonden ecologische en aardkundige waarden te garanderen is in 2006 een grote hersteloperatie ingezet met de naam “Laat maar waaien”. Zowel in de Lange Duinen als in de Korte Duinen is het zuidwestelijke deel open gemaakt. Er zijn enkele hectares bos gekapt en geplagd, zodat er weer open zand ontstond. Dit is op verschillende manieren gedaan, soms wat grootschaliger, soms wat kleinschaliger. Op de nog bestaande heideterreinen zijn verspreide bosjes en opslag van bomen en struiken verwijderd. Daardoor krijgt de wind weer voldoende kracht om zand op te tillen en verplaatsen.

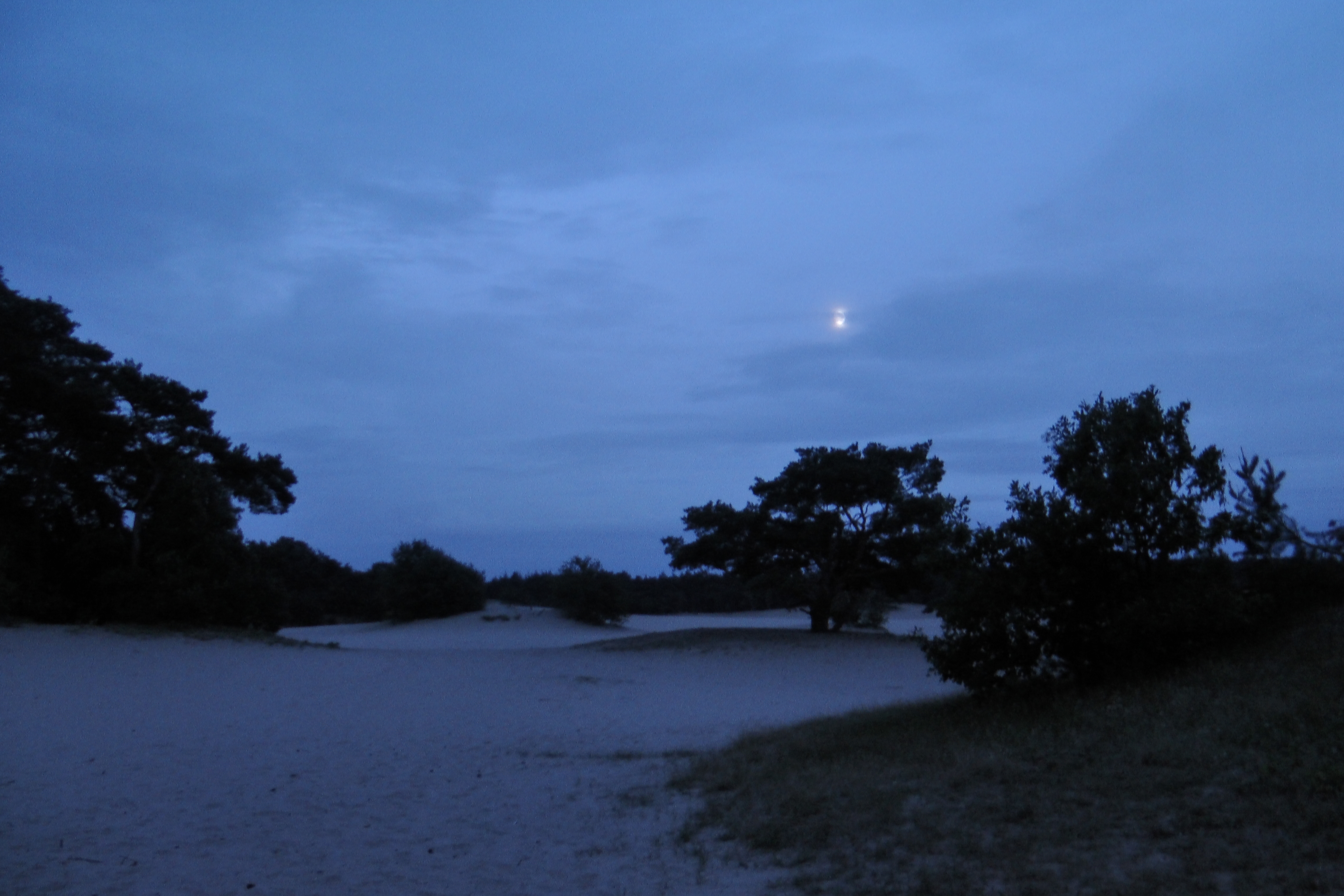
De Lange Duinen bij schemering, 2011

## Flora en fauna
Een groot kenner van de flora en fauna van de Soester Duinen was Rinke Tolman. Hij was een Soester “veldbioloog avant la lettre”.  
In de loop der jaren ontwikkelde hij zich tot een expert op het gebied van de levensgemeenschappen van de heiden en zandverstuivingen.

### Vogels
Tolman doet in zijn boek Door hei en polder in het hoofdstuk met de veelzeggende titel "Eindelijk verschalkt" uitgebreid verslag van zijn zoektocht naar een legsel of jongen van de kleine plevier Charadrius dubius "in het blonde gebied der Soester zandverstuivingen" in 1929.
Een van de meest karakteristieke vogelsoorten van zandverstuivingen was de duinpieper Anthus campestris. In 1925 kwam deze soort in de duinen bij Soest veel voor. In 1928 werd de duinpieper ook als talrijk aangeduid. In 1953 werden nog (enkele) nesten gevonden. Ook in 1955 werd een broedgeval vastgesteld. In 1959 werden nog enkele exemplaren gezien en ook op 30 april 1961 werd een duinpieper in het gebied waargenomen. Daarna werd de soort er niet meer waargenomen. In de Avifauna van Midden-Nederland uit 1971 wordt gepleit voor het behoud van de “onvervangbare en uiterst schaarse open heidevelden en stuifzandgebieden met hun jeneverbessen en oude eikenstrubben. Het behoud van deze gebieden heeft niet alleen de instandhouding van de duinpieper tot gevolg, maar ook van andere zeldzaam wordende planten en dieren aan dit milieu gebonden zijn.”
De Avifauna van Midden-Nederland noemt ook de boomleeuwerik Lulula arborea als een soort die in Midden-Nederland gebonden is aan stuifzanden zoals de Soester Duinen. Dit was in 1971 het geval.

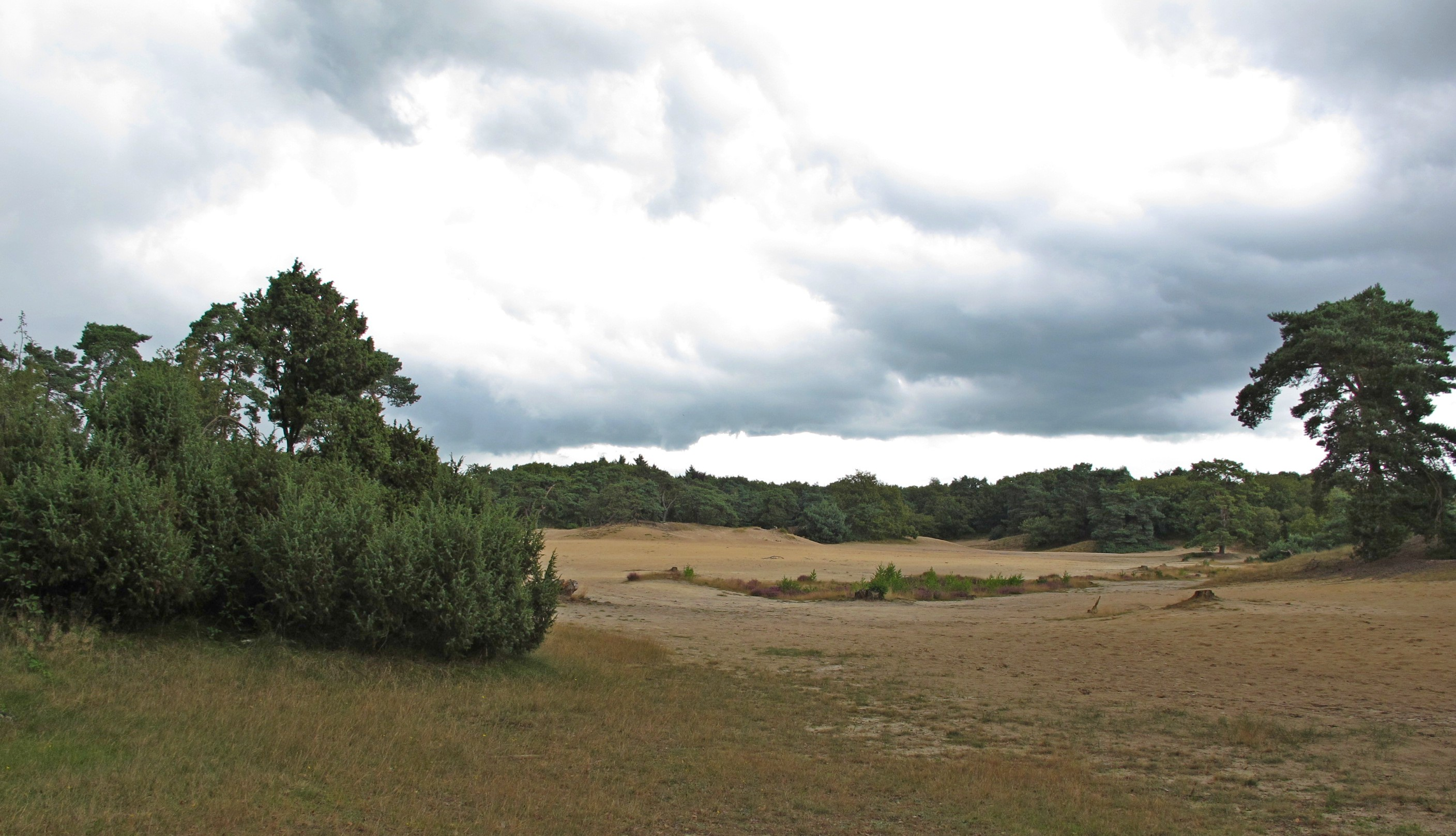
Korte Duinen met links jeneverbesstruik

### Planten
De kenmerkendste planten van de stuifzanden zijn de verspreid staande jeneverbesstruiken. In de oude heide van de Lange Duinen zijn ook zestien soorten op de grond groeiende korstmossen aangetroffen, waarvan vier soorten van de Rode Lijst: gebogen rendiermos (Cladina arbuscula), open heidestaartje (Cladonia crispata), hamerblaadje (Cladonia strepsilis) en ezelspootje (Cladonia zopfii).
In het noordelijke deel van de Korte Duinen bevinden zich eikenstrubben. Dit zijn clusters van grillig gevormde eikenstammen die door verstuiving zijn ontstaan. Door het stuivende zand raakten eikenstruiken bedolven; de begraven takken maakten nieuwe wortels en de takeinden groeiden uit tot stammen. De stammen vingen het stuivende zand in. Daardoor kwamen de eiken op een heuvel te staan. In de eikenstrubben komen twintig soorten epifytische (korst-)mossen voor: mossen en korstmossen die op takken en stammen groeien. Een van die soorten is een zeldzame soort baardmos. In de strubben komen ook veel paddenstoelen voor, waaronder de Rode Lijstsoort hanenkam (Cantharellus cibarius). Elders in de Soester Duinen komen pagemantel (Cortinarius semisanguineus), dennenslijmkop (Hygrophorus hypothejus), bruine ringboleet (Suillus luteus), gele ridderzwam (Tricholoma equestre) en witbruine ridderzwam (Tricholoma albobrunneum) voor.

### Ongewervelde dieren
Op de steile randen van de zandverstuivingen leven graafbijen en -wespen. Ook komt in de open en schaars begroeide delen van de Soester Duinen de sabelmier (Strongylognathus testaceus) en de zandoorworm (Labidura riparia) voor. In 2020 is een populatie eenstipdikkopmotten ontdekt.

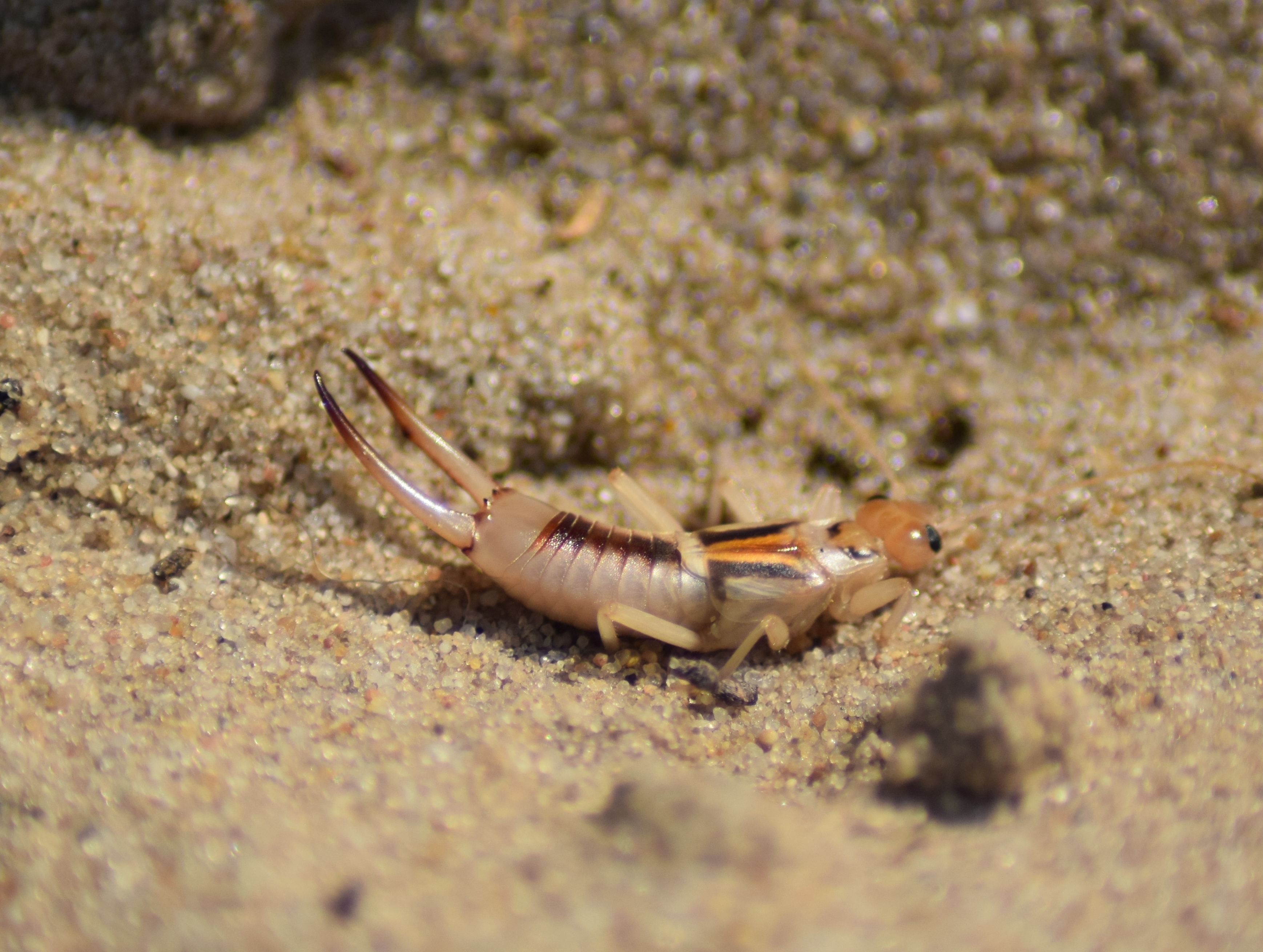
Zandoorworm (Labidura riparia) in de Korte Duinen